# NGC 7313
NGC 7313 (również PGC 69242) – galaktyka spiralna z poprzeczką (SBb), znajdująca się w gwiazdozbiorze Ryby Południowej. Odkrył ją Albert Marth 24 września 1864 roku.